# خميرة السيلينيوم
خميرة السيلينيوم هي مادة مضافة علفية للماشية، وتستخدم لزيادة محتوى السيلينيوم في علفها. وهو شكل من أشكال السيلينيوم المعتمد حاليًا للاستهلاك البشري في الاتحاد الأوروبي وبريطانيا. تُستخدم الأشكال غير العضوية من السيلينيوم في الأعلاف (وهي سيلينات الصوديوم وسيلينيت الصوديوم، والتي يبدو أنها تعمل بنفس الطريقة تقريبًا). وبما أن هذه المنتجات يمكن تسجيلها ببراءة اختراع، فيمكن للمنتجين المطالبة بأسعار مرتفعة. يتم إنتاجه عن طريق تخمير خميرة الجعة (Saccharomyces cerevisiae) في وسط غني بالسيلينيوم.
هناك تباين كبير في المنتجات الموصوفة باسم خميرة السيلينيوم ومركبات السيلينيوم الموجودة بداخلها. العديد من الشركات المصنعة والمنتجات الموجودة في السوق هي ببساطة خليط من السيلينيوم غير العضوي إلى حد كبير وبعض الخميرة. يوجد السيلينيوم بأشكال مختلفة بناءً على الطعام الذي يوجد فيه. على سبيل المثال، الشكل الموجود في الخردل والثوم يختلف عن الشكل الموجود في القمح أو الذرة. في بعض المنتجات، يتم استبدال السيلينيوم المضاف هيكليًا بالكبريت في الحمض الأميني ميثيونين، وبالتالي تكوين مادة كيميائية عضوية تسمى سيلينوميثيونين عبر نفس المسارات والإنزيمات. نظرًا لتشابهه مع الميثيونين المحتوي على الكبريت، يتم الخلط بين السيلينوميثيونين وحمض أميني عن طريق عملية التمثيل الغذائي في الخميرة ويتم دمجه في بروتيناته. يُزعم أن السيلينوميثيونين يعد مصدرًا أفضل للسيلينيوم الغذائي في تغذية الحيوانات، لأنه مركب كيميائي عضوي يوجد أحيانًا في بعض المحاصيل الشائعة مثل القمح.

## إضافات الأعلاف الحيوانية
الكميات الكبيرة من السيلينيوم سامة. ومع ذلك، فهو ضروري من الناحية الفسيولوجية للحيوانات بكميات صغيرة للغاية. يتم أيضًا إنتاج العديد من المواد الكيميائية العضوية الأخرى المحتوية على السيلينيوم بطريقة مشابهة لطريقة السيلينوميثيونين؛ وقد تم وصف بعضها مؤخرًا ولكنها لا تزال غير معروفة نسبيًا، مثل (S-seleno-methyl-glutathione) و(Glutathione-S-selenoglutathione). ونتيجة لذلك، شكك الاتحاد الأوروبي في سلامة وسمية هذا المكمل الغذائي للبشر، ولا يجوز استخدامه كمادة مضافة بعد عام 2002.
يدعي جي إن شراوزر، الذي كتب ورقتين بحثيتين عن السيلينوميثيونين، أنه يجب أن يكون حمضًا أمينيًا أساسيًا، وأن المنتج آمن تمامًا. تسمح هيئة سلامة الأغذية الأوروبية باستخدام السيلينوميثيونين كمادة مضافة للأعلاف للحيوانات. نظرًا لأن الأشكال العضوية من السيلينيوم تبدو وكأنها تفرز من الجسم بشكل أبطأ من الأشكال غير العضوية، فإن المنتجات المخصبة بالسيلينيوم العضوي قد تتراكم بيولوجيًا بشكل ضار في الجسم. نظرًا لأن الأطعمة الغنية بالسيلينيوم تحتوي على كمية أكبر بكثير من السيلينيوم مقارنة بالأطعمة الطبيعية، فإن سمية السيلينيوم تمثل مشكلة محتملة، ويجب التعامل مع هذه الأطعمة بحذر. يسمح الاتحاد الأوروبي بما يصل إلى 300 ميكروجرام من السيلينيوم يوميًا، لكن دراسة طويلة الأمد لمكملات السيلينيوم لم تظهر أي دليل على السمية عند تناول جرعة تصل إلى 800 ميكروجرام يوميًا.
تبين أن المادة الكيميائية العضوية المحتوية على السيلينيوم الموجودة في خميرة السيلينيوم تختلف في التوافر البيولوجي والتمثيل الغذائي مقارنة بالأشكال غير العضوية الشائعة من السيلينيوم الغذائي. المكملات الغذائية التي تستخدم خميرة السيلينيوم غير فعالة في إنتاج مضادات الأكسدة في حليب البقر مقارنة بالسيلينيوم غير العضوي (سيلينات الصوديوم). فحصت إحدى الدراسات ما إذا كانت زيادة السيلينيوم في النظام الغذائي للفئران الطافرة (عن طريق منتج خميرة السيلينيوم) تسببت في زيادة إنتاج الإنزيمات المحتوية على السيلينيوم والتي لها تأثير مضاد للأكسدة. وكان التأثير متواضعا.
ثبت أن مكملات السيلينيوم في شكل خميرة تزيد من الإنزيمات المضادة للأكسدة المحتوية على السيلينيوم في الخنازير، نمو دجاج التسمين وجودة اللحوم، العمر الافتراضي للديك الرومي ومني الديك، وربما خصوبة الماشية.
قد تكون مكملات السيلينيوم في الأعلاف الحيوانية مربحة للأعمال التجارية الزراعية. قد يكون من الممكن تسويق الأطعمة المدعمة بالسيلينيوم للمستهلكين كأطعمة وظيفية، مثل البيض الغني بالسيلينيوم، واللحوم، أو الحليب.

## سيل-بلكس®
تمت الموافقة على صنف الخميرة الحاصل على براءة اختراع ( Saccharomyces cerevisiae'CNCM I-3060') والذي يتم تسويقه باسم (Sel-Plex®) للاستخدام في علف الحيوانات:
- وافقت إدارة الغذاء والدواء الأمريكية على استخدامه كمكمل غذائي للدجاج والديوك الرومية والخنازير والماعز والأغنام والخيول والكلاب والبيسون ولحم البقر والأبقار الحلوب.[22]
- حصل على موافقة معهد مراجعة المواد العضوية لاستخدامه كمكمل غذائي لجميع أنواع الحيوانات.[23]
- اعتبارًا من عام 2006، سمحت الهيئة العلمية التابعة لهيئة سلامة الأغذية الأوروبية المعنية بالمواد المضافة والمنتجات أو المواد المستخدمة في علف الحيوانات باستخدام (Sel-Plex®) في علف الحيوانات للدواجن والخنازير والأبقار، نظرًا لأن السيلينيوم لا يتراكم حيويًا بشكل كبير بواسطة المستهلك البشري. يجب استخدام كمية صغيرة فقط عند مزج الأعلاف الحيوانية، حيث أن 10 أضعاف الحد الأقصى المسموح به من تناول السيلينيوم يسبب انخفاضًا في الإنتاج. ينبغي اتخاذ التدابير المناسبة لتقليل التعرض للاستنشاق للمنتج.[2]

## كيمياء تحليلية
يمكن تحديد إجمالي السيلينيوم في خميرة السيلينيوم بشكل موثوق باستخدام هضم الحمض المفتوح لاستخراج السيلينيوم من مصفوفة الخميرة متبوعًا بمطياف الامتصاص الذري اللهبي. يمكن تحديد أنواع السيلينيوم سيلينوميثيونين عن طريق الهضم البروتيني لخميرة السيلينيوم متبوعًا بالكروماتوغرافيا السائلة عالية الأداء مع قياس الطيف الكتلي للبلازما المقترن حثيًا.

## أنظر أيضا
الحثل العضلي التغذوي